# OBS 뉴스 330
《OBS 뉴스 330》은 OBS경인TV에서 매주 주말 오후 3시 30분에 방송 중인 경기 인천 지역 뉴스 프로그램이다.

## 방송 시간
- 현재 방송 시간은 2024년 6월 1일부터를 기준으로 한다.

| 방송 채널 | 방송 기간                          | 방송 시간                                                      | 방송 분량 |
| --------- | ---------------------------------- | -------------------------------------------------------------- | --------- |
| OBS경인TV | 2007년 12월 29일 ~ 2008년 8월 31일 | 주말 오후 4시 50분 ~ 5시                                       | 10분      |
| OBS경인TV | 2008년 9월 6일 ~ 2009년 7월 5일    | 주말 오후 3시 55분 ~ 4시 5분                                   | 10분      |
| OBS경인TV | 2009년 7월 11일 ~ 2009년 11월 8일  | 주말 오전 11시 50분 ~ 낮 12시 주말 오후 3시 55분 ~ 4시 5분     | 10분      |
| OBS경인TV | 2010년 5월 1일 ~ 2010년 11월 7일   | 주말 오전 11시 50분 ~ 낮 12시 주말 오후 3시 55분 ~ 4시 5분     | 10분      |
| OBS경인TV | 2009년 11월 14일 ~ 2010년 4월 25일 | 주말 오전 11시 55분 ~ 낮 12시 5분 주말 오후 3시 55분 ~ 4시 5분 | 10분      |
| OBS경인TV | 2010년 11월 13일 ~ 2013년 4월 14일 |                                                                | 10분      |
| OBS경인TV | 2013년 4월 20일 ~ 2015년 9월 13일  | 주말 오전 11시 45분 ~ 11시 55분 주말 오후 4시 45분 ~ 4시 55분  | 10분      |
| OBS경인TV | 2016년 4월 30일 ~ 2019년 10월 27일 |                                                                | 10분      |
| OBS경인TV | 2015년 9월 19일 ~ 2016년 4월 24일  | 주말 오전 11시 40분 ~ 11시 50분 주말 오후 4시 40분 ~ 4시 50분  | 10분      |
| OBS경인TV | 2019년 11월 2일 ~ 2020년 11월 1일  | 주말 오후 2시 30분 ~ 2시 40분                                  | 10분      |
| OBS경인TV | 2020년 11월 7일 ~ 2021년 10월 31일 | 주말 오후 2시 30분 ~ 2시 40분 주말 오후 5시 20분 ~ 5시 30분    | 10분      |
| OBS경인TV | 2021년 11월 6일 ~ 2022년 8월 28일  | 주말 오후 2시 30분 ~ 2시 40분 주말 오후 5시 30분 ~ 5시 40분    | 10분      |
| OBS경인TV | 2022년 9월 3일 ~ 2023년 3월 26일   | 주말 오후 2시 20분 ~ 2시 30분 일요일 오후 5시 25분 ~ 5시 35분  | 10분      |
| OBS경인TV | 2023년 4월 1일 ~ 2023년 9월 3일    | 주말 오후 3시 ~ 3시 10분 일요일 오후 5시 20분 ~ 5시 30분       | 10분      |
| OBS경인TV | 2023년 9월 9일 ~ 2024년 5월 5일    | 주말 오후 3시 30분 ~ 3시 40분 일요일 오후 5시 30분 ~ 5시 40분  | 10분      |
| OBS경인TV | 2024년 5월 11일 ~ 2024년 5월 26일  | 주말 오후 3시 30분 ~ 3시 40분 주말 오후 5시 30분 ~ 5시 40분    | 10분      |
| OBS경인TV | 2024년 6월 1일 ~ 현재              | 주말 오후 3시 30분 ~ 3시 40분                                  | 10분      |

## 앵커
- 이상희 OBS 아나운서

## 타이틀 변천사
| 기수 | 프로그램 타이틀 | 방송 기간                          |
| ---- | --------------- | ---------------------------------- |
| 1기  | OBS 뉴스        | 2007년 12월 29일 ~ 2024년 5월 26일 |
| 2기  | OBS 뉴스 330    | 2024년 6월 1일 ~ 현재              |